# Kanton Annecy-Nord-Ouest
Kanton Annecy-Nord-Ouest (fr. Canton d'Annecy-Nord-Ouest) je francouzský kanton v departementu Horní Savojsko v regionu Rhône-Alpes. Skládá se z 12 obcí.

## Obce kantonu
- Annecy (severozápadní část)
- La Balme-de-Sillingy
- Choisy
- Épagny
- Lovagny
- Mésigny
- Metz-Tessy
- Meythet
- Nonglard
- Poisy
- Sallenôves
- Sillingy